# Сипиля, Хельви
Хельви Линнея Александра Сипиля (фин. Helvi Linnea Aleksandra Sipilä, урождённая Маукола, Maukola, 5 мая 1915, Хельсинки, Великое княжество Финляндское, Российская империя — 15 мая 2009, Хельсинки, Финляндия) — финский дипломат, адвокат и политический деятель. Известна как защитница прав женщин. Первая женщина на посту заместителя Генерального секретаря ООН.
Родилась 5 мая 1915 года в Хельсинки в Великом княжестве Финляндском в Российской империи.
Начала карьеру как адвокат. В 1943 году открыла свою адвокатскую фирму. Работала с различными правительственными и неправительственными организациями. Представляла Финляндию в Комиссии по положению женщин в 1960-х и начале 1970-х годов, выступая в качестве заместителя председателя и председателя.
В 1972 году стала первой женщиной, назначенной заместителем Генерального секретаря ООН, в то время, когда 97 % высшего руководства ООН были мужчины. Руководила Центром социального развития и гуманитарных вопросов (CSDHA) — подразделением Экономического и Социального Совета ООН до 1980 года. Была генеральным секретарём первой Всемирной конференции по положению женщин в Мехико. Оказала влияние на решение о проведении Десятилетия женщины ООН. Сыграла важную роль в создании ЮНИФЕМ в 1976 году. В 1980 году ушла из ООН.
Была кандидатом на президентских выборах в Финляндии в 1982 году от Либеральной народной партии, заняла шестое место. Стала первой женщиной-кандидатом в президенты Финляндии.
Занимала руководящие посты в международных организациях, включая Всемирную ассоциацию девушек-гидов и девушек-скаутов, Международную федерацию женщин-юристов, Zonta International и Международный совет женщин.
Имела двенадцать почётных докторских степеней.
Скончалась 15 мая 2009 года в возрасте 94 лет.